# ウォーク・オン
『ウォーク・オン』(Walk On）は1994年に発売された、ボストンの4枚目のオリジナル・アルバム。

## 解説
前作『サード・ステージ』（1986年）以来、8年ぶりの新作アルバムである。当時、ヴォーカルのブラッド・デルプは元メンバーのバリー・グドローと結成したRTZで活動しており、2枚目のアルバム"Lost"（1998年）の製作で資金難になり、本作のレコーディングに参加できなかった。彼に代わってフラン・コスモがリード・ヴォーカルを担当している。
4曲目から7曲目までは「Walk On Medley」と題され、4曲目「Walkin' At Night」と6曲目「Get Organ-ized」はインストゥルメンタル、5曲目「Walk On」と7曲目「Walk On (Some More)」はヴォーカル曲という構成である。後に繋いだ形でシングルカットされた。
アルバムからの先行シングルは1曲目の「I Need Your Love」である。2ndシングルでもある3曲目の「Livin' for You」では、彼等の楽曲で初めてシンセサイザーが使われた。このため、これまでのアルバムのジャケットにあった"No Systhesiezer"という表記は姿を消した。同曲は『グレイテスト・ヒッツ』と『コーポレイト・アメリカ』に収録された。
前作と同じく使用機材はロックマンの製品で、有名なXPRなどに加え、ヘッドホンアンプであるBass Rockmanもベースに使われた。
狩猟、肉食、毛皮売買、家庭内暴力の一切に反対する内容が、写真付で大々的にパンフレットに記載されている。
トータルでミリオンセラーとなり、プラチナ・ディスクに認定された。

## 収録曲
1. I Need Your Love
2. Surrender to Me
3. Livin' for You
4. Walk On Medley- Walkin' at Night
5. Walk On Medley- Walk On
6. Walk On Medley- Get Organ-ized
7. Walk On Medley- Walk On (Some More)
8. What's Your Name
9. Magdalene
10. We Can Make It